# Escut de Gorga
L'escut de Gorga és un símbol representatiu oficial de Gorga, municipi del País Valencià, a la comarca del Comtat. Té el següent blasonament:
| « | Escut partit. Al primer, d'argent, tres bandes d'atzur; al segon, de gules, un castell d'argent, maçonat de sable. Al cap, d'or, quatre pals de gules. Per timbre, una corona reial tancada. | » |

## Història
Resolució de 20 d'agost de 1986, de la conselleria d'Administració Pública, publicada al DOGV núm. 431, de 22 de setembre de 1986.
S'hi representen les armes dels Lloria, antics senyors de Gorga. El castell fa referència a la senyoria sobre els castells de Seta i Travadell. El senyal reial dels quatre pals recorda els privilegis que Jaume I atorgà a la localitat, a la qual donà el títol de vila.